# Mirai nikki - Future Diary
Mirai nikki - Future Diary (未来日記?, Mirai nikki, lett. "Il diario del futuro") è un manga scritto e disegnato da Sakae Esuno.
È stato pubblicato da Kadokawa Shoten sulla rivista Shōnen Ace dal gennaio 2006 al dicembre 2010 e raccolto in dodici volumi, editi in Italia a cadenza bimestrale da Star Comics. Un adattamento anime, prodotto dalla Asread, è stato trasmesso in Giappone tra il 9 ottobre 2011 e il 16 aprile 2012.

## Trama

Il protagonista Yukiteru Amano nell'anime

Il protagonista, Yukiteru Amano, è un ragazzo asociale, chiuso in sé stesso e isolato che tiene un diario sul suo cellulare nel quale annota tutto ciò che gli accade attorno. Yukiteru pensa di avere un amico immaginario, chiamato Deus Ex Machina, il signore del tempo. Un giorno Deus decide di organizzare un gioco e riconsegna a Yukiteru il suo cellulare, dopo averlo modificato personalmente, ma il ragazzo si accorge presto di alcune stranezze: il diario, invece di contenere le informazioni scritte da lui, riporta fatti non ancora accaduti, e dopo che quei fatti si compiono, il ragazzo comprende che il cellulare riesce a prevedere il futuro.
Questa "modifica" però ben presto viene applicata ai diari di altre undici persone, oltre a Yukiteru (il primo). Il gioco consiste in un survival game dove i partecipanti devono cercare di uccidersi a vicenda o di distruggere i diari del futuro degli avversari (cosa che li uccide, essendo i diari del futuro direttamente collegati al futuro del proprietario). Chi sopravviverà allo scontro prenderà il posto di Deus come dio del tempo e dello spazio. Yukiteru sarà aiutato dall'intrepida Yuno Gasai (la seconda), innamorata di Yuki, che nasconde molti segreti che si scopriranno durante la storia.

## Media

### Manga
Il manga fu serializzato sulla rivista Shōnen Ace di Kadokawa Shoten dal 26 gennaio 2006 al 25 dicembre 2010 e i capitoli furono raccolti in 12 volumi pubblicati da Kadokawa Shoten. Furono pubblicati altri due manga side-story, Mirai nikki: Mosaic e Mirai nikki: Paradox, composti da un volume ciascuno. Il primo è incentrato sulle motivazioni del nono Uryuu Minene, e delle sue avventure avvenute contemporaneamente alla trama principale, come l'incontro col dodicesimo e la perdita del suo occhio. Il secondo vede come protagonista MuruMuru, l'assistente di Deus, e il giovane detective Akise Aru che prenderà il posto di Yukiteru all'interno del gioco a causa di un paradosso creata da MuruMuru stessa. Ma le cose andranno in modo imprevisto.
Un manga intitolato Mirai nikki: Redial (未来日記リダイヤル?, Mirai nikki: Ridaiyaru) fu pubblicato dal numero di maggio 2013 della rivista Shōnen Ace, venduto il 26 marzo 2013. Un volume di Redial è stato pubblicato nel mese di luglio 2013. Redial rappresenta il continuo della trama della serie principale e tratta la storia della Yuno Gasai del terzo universo. Gasai Yuno è una ragazza del tutto normale, con una famiglia normale, che va bene a scuola, con tanti amici, ma un sogno ricorrente la tormenta...
Il manga Mirai nikki fu originariamente licenziato per l'edizione in lingua inglese pubblicata nel Nord America da Tokyopop, ma soltanto dieci volumi furono pubblicati prima che Tokyopop cessasse le pubblicazioni il 31 maggio 2011. In Italia i diritti sono stati acquistati da Star Comics, che ha pubblicato i dodici volumi della serie nella collana Point Break.

#### Volumi
| Nº       | Titolo italiano | Data di prima pubblicazione              | Data di prima pubblicazione |
| Nº       | Titolo italiano | Giapponese                               | Italiano                    |
| 1        | Mirai nikki – Future Diary | 21 luglio 2006 ISBN 978-4-04-713839-1    | 7 dicembre 2011             |
| 1        | Capitoli - Prologue: Incipit - Diary 1: Il diario del futuro - Diary 2: I dodici possessori - Diary 3: La bomba nel cuore - Diary 4: L'alleanza del futuro |                                          |                             |
| 2        | Mirai nikki – Future Diary | 24 ottobre 2006 ISBN 978-4-04-713872-8   | 8 febbraio 2012             |
| 2        | Capitoli - Diary 5: Il segreto di Yuno Gasai - Diary 6: Trappola visiva - Diary 7: Chi è il pazzo? - Diary 8: Vista contro udito |                                          |                             |
| 3        | Mirai nikki – Future Diary | 23 marzo 2007 ISBN 978-4-04-713912-1     | 11 aprile 2012              |
| 3        | Capitoli - Diary 9: Happy End/Unhappy End - Diary 10: La felice giornata di Yuno Gasai - Diary 11: First Day/Il piatto mortale dei bambini - Diary 12: Second Day/Il toybox sospetto - Diary 13: Third Day/Giocare a fare la mamma sul campo di battaglia                                                               |                                          |                             |
| 4        | Mirai nikki – Future Diary | 24 ottobre 2007 ISBN 978-4-04-713954-1   | 7 giugno 2012               |
| 4        | Capitoli - Diary 14: Auto-murder - Diary 15: Il mondo di Aru - Diary 16: Murder Friends - Diary 17: Il non-possessore più forte - Diary 18: Anche a costo di ucciderti |                                          |                             |
| 5        | Mirai nikki – Future Diary | 22 febbraio 2008 ISBN 978-4-04-715026-3  | 9 agosto 2012               |
| 5        | Capitoli - Diary 19: Oltre la porta - Diary 20: I due fuggitivi - Diary 21: Situazione difficile per i due - Diary 22: Dolore e luce - Diary 23: Un mondo che finisce |                                          |                             |
| 6        | Mirai nikki – Future Diary | 24 giugno 2008 ISBN 978-4-04-715072-0    | 10 ottobre 2012             |
| 6        | Capitoli - Diary 24: A blank - Diary 25: Il diario dell'ottavo - Diary 26: 8th/Il club della moltiplicazione - Diary 27: Sostegno - Diary 28: Dummy Game |                                          |                             |
| 7        | Mirai nikki – Future Diary | 20 novembre 2008 ISBN 978-4-04-715130-7  | 8 novembre 2012             |
| 7        | Capitoli - Diary 29: Danza di sangue - Diary 30: Falsa famiglia - Diary 31: Rottura - Diary 32: La rivoluzione di un ragazzo e di una ragazza - Diary 33: Il giorno peggiore |                                          |                             |
| 8        | Mirai nikki – Future Diary | 22 maggio 2009 ISBN 978-4-04-715248-9    | 7 febbraio 2013             |
| 8        | Capitoli - Diary 34: Distrutto - Diary 35: Mondo inverso - Diary 36: Contratto - Diary 37: Yukiteru/Strike back! - Diary 38: D.N.A. |                                          |                             |
| 9        | Mirai nikki – Future Diary | 19 novembre 2009 ISBN 978-4-04-715323-3  | 10 aprile 2013              |
| 9        | Capitoli - Diary 39: Il tuo nome è... - Diary 40: Holon - Diary 41: La riunione dei possessori - Diary 42: Angolo morto VS. Angolo morto - Diary 43: Come prevenire la catastrofe |                                          |                             |
| 10       | Mirai nikki – Future Diary | 24 marzo 2010 ISBN 978-4-04-715400-1     | 6 giugno 2013               |
| 10       | Capitoli - Diary 44: Gasai Bank, filiale Twin Tower Building - Diary 45: Last Battle VS. 9th - Diary 46: Conclusione - Diary 46.5: Why? - Diary 47: Preludio alla distruzione - Diary 48: La fine delle bugie |                                          |                             |
| 11       | Mirai nikki – Future Diary (ed. limitata) | 7 dicembre 2010 ISBN 978-4-04-900801-2   | -                           |
| 11       | Mirai nikki – Future Diary | 22 dicembre 2010 ISBN 978-4-04-715580-0  | 8 agosto 2013               |
| 11       | Capitoli - Diary 49: Aru Akise VS: Yuno Gasai - Diary 50: Il percorso degli errori - Diary 51: Rivelazione - Diary 52: Corpi combinati/Cuori combinati - Diary 53: Spiral Game - Diary 54: Ti amo semplicemente perché ti amo                                                                                           |                                          |                             |
| 12       | Mirai nikki – Future Diary | 22 aprile 2011 ISBN 978-4-04-715679-1    | 12 settembre 2013           |
| 12       | Capitoli - Diary 55: Liberi da ogni impedimento - Diary 56: La mia scelta - Diary 57: Falso regolamento di conti - Diary 58: Malvagio - Diary 59: Last Diary |                                          |                             |
| speciale | Mirai nikki – Mosaic 「未来日記モザイク」 - Mirai nikki Mozaiku | 20 novembre 2008 ISBN 978-4-04-715129-1  | 10 ottobre 2013             |
| speciale | Capitoli - Mosaic 1: Come Minene Uryu ha ottenuto il suo diario - Mosaic 2: Come Minene Uryu venne catturata dalla setta del Sacro Occhio - Mosaic 3: Minene Uryu si schiera dalla parte di Reisuke Hojo - Mosaic 4: Come Minene Uryu si vestì in stile "Gothic Lolita" - Mosaic 5: Come Minene Uryu incontrò Aru Akise |                                          |                             |
| speciale | Mirai nikki – Paradox 「未来日記パラドックス」 - Mirai nikki Paradokkusu | 24 marzo 2010 ISBN 978-4-04-715412-4     | 7 novembre 2013             |
| speciale | Capitoli - Paradox 1: Il paradosso dello scambio di ruoli - Paradox 2: Il paradosso fatto di amore e bombe - Paradox 3: Il paradosso della vergine e dell'ipnosi (1ª parte) - Paradox 4: Il paradosso della vergine e dell'ipnosi (2ª parte) - Paradox 5: Il paradosso del paradosso                                    |                                          |                             |
| speciale | Mirai nikki – Fragments – An Official Guidebook 「未来日記フラグメンツ 公式ガイドブック」 - Mirai nikki Furagumentsu Kōshiki Gaidobukku | 21 settembre 2011 ISBN 978-4-04-715793-4 | -                           |
| speciale | Mirai nikki – Redial 「未来日記リダイヤルオリジナルアニメDVD同梱」 - Mirai nikki Ridaiyaru Orijinaru Anime DVD Dōkon | 23 luglio 2013 ISBN 978-4-04-120616-4    | -                           |

### Anime

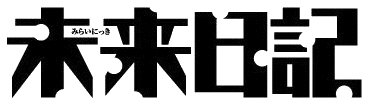
Logo originale della serie

Nel 2011 è stato prodotto ad opera dello studio Asread un adattamento animato in ventisei episodi, trasmesso su Chiba TV e altre reti, tra il 9 ottobre 2011 e il 16 aprile 2012. Prima della serie, con l'11° volume del manga è stato distribuito un DVD contenente un episodio pilota alla stessa. I diritti della serie animata sono stati acquisiti in Italia da Dynit, rendendola disponibile per la visione sul portale VVVVID, a partire dal 2 ottobre 2017 in latecast.

#### Episodi
| Nº  | Titolo italiano Giapponese 「Kanji」 - Rōmaji              | In onda          | In onda |
| Nº  | Titolo italiano Giapponese 「Kanji」 - Rōmaji              | Giapponese       |         |
| 1   | Sign Up 「サインアップ」 - Sain Appu                       | 9 ottobre 2011   |         |
| 2   | Termini del contratto 「契約条件」 - Keiyaku jōken         | 16 ottobre 2011  |         |
| 3   | La prima difficoltà 「初期不良」 - Shoki furyō             | 23 ottobre 2011  |         |
| 4   | Input di scrittura a mano 「手書き入力」 - Tegaki nyūryoku | 30 ottobre 2011  |         |
| 5   | Voice Memo 「ボイスメモ」 - Boisu Memo                     | 6 novembre 2011  |         |
| 6   | Modalità Vibrazione 「マナーモード」 - Manā mōdo           | 13 novembre 2011 |         |
| 7   | Segnale di linea libera 「留守応答」 - Rusu ōtō            | 20 novembre 2011 |         |
| 8   | Nuovo modello 「新機種」 - Shin kishu                      | 27 novembre 2011 |         |
| 9   | Numero bloccato 「着信拒否」 - Chakushin kyohi             | 4 dicembre 2011  |         |
| 10  | Piano famiglia 「家族プラン」 - Kazoku puran               | 11 dicembre 2011 |         |
| 11  | Cessazione del servizio 「サービス終了」 - Sābisu shūryō   | 18 dicembre 2011 |         |
| 12  | Nessuna ricezione 「受信圏外」 - Jushin kengai             | 25 dicembre 2011 |         |
| 13  | Chiamata riservata 「非通知設定」 - Hitsūchi settei        | 8 gennaio 2012   |         |
| 14  | Reset della memoria 「メモリー消去」 - Memorī shōkyo       | 15 gennaio 2012  |         |
| 15  | Piano di coppia 「ダブルホルダー」 - Daburu horudā         | 22 gennaio 2012  |         |
| 16  | Riparazione 「修理」 - Shūri                               | 29 gennaio 2012  |         |
| 17  | Sconto famiglia 「家族割り」 - Kazoku wari                 | 5 febbraio 2012  |         |
| 18  | Fili incrociati 「混線」 - Konsen                          | 12 febbraio 2012 |         |
| 19  | Eliminare tutti i messaggi 「全件削除」 - Zenken sakujo    | 19 febbraio 2012 |         |
| 20  | Data transfer 「データ転送」 - Dēta tensō                  | 26 febbraio 2012 |         |
| 21  | PIN 「暗証番号」 - Anshō bangō                             | 11 marzo 2012    |         |
| 22  | Disconnessione 「切断」 - Setsudan                         | 18 marzo 2012    |         |
| 23  | Violazione del contratto 「契約不履行」 - Keiyaku furikō   | 25 marzo 2012    |         |
| 24  | Recupero dati 「検索中」 - Kensakuchū                      | 1º aprile 2012   |         |
| 25  | Reset 「リセット」 - Risetto                               | 8 aprile 2012    |         |
| 26  | Inizializzazione 「初期化」 - Shokika                      | 15 aprile 2012   |         |
| OAV | Migrazione dei dati 「データ移行」 - Dēta Ikō              | 19 giugno 2013   |         |

#### Sigle di apertura e chiusura
Sigle di apertura
1. Kuusou Mesorogiwi: interpretata da Yousei Teikoku
2. Dead end: interpretata da Faylan

Sigle di chiusura
1. Blood teller: interpretata da Faylan
2. Filament: interpretata da Yousei Teikoku

Sigle di apertura e chiusura OAV Redial
1. Kyouki Chinden: interpretata da Yousei Teikoku
2. Happy End: interpretata da Faylan

Sigla di chiusura episodio pilota
1. The Creator: interpretata da Yousei Teikoku

### Live action
Nel 2012 è stata tratta una versione live action in formato dorama, che differisce parzialmente dalla trama originale, intitolata Mirai nikki: Another World. La serie è stata trasmessa dal 21 aprile 2012. Masaki Okada interpreta la parte del protagonista maschile Hoshino Arata.

#### Cast
- Masaki Okada - Hoshino Arata
- Ayame Gōriki - Furusaki Yuno
- Ririi Ikeda - Yuno da bambina (episodio 3)
- Kanata Hongō - Moriguchi Rui
- Mayuko Fukuda - Okie Haruna
- Fūma Kikuchi Kosaka Ouji
- Yuri Nakamura - Uehara Rinko
- Saori Tominaga - Asami Marina
- Masaomi Hiraga - Kurata Akatsuki/Satoshi
- Yūta Hiraoka - Okuda Yosuke
- Fumi Nikaidō - Fuwa Megumi
- Yoshinori Okada - Hagito Kinjiro
- Yoshiko Miyazaki - Hoshino Reiko
- Ken Mitsuishi - Hoshino Kuro
- Ayumi Itō - Sudo Kasumi
- Yuki Uchida - Jinguji Rei
- Shirō Sano - Kibe Toru

### Videogioco
Dalla serie è stata tratta una visual novel intitolata Mirai nikki: 13-ninme no nikki shoyūsha (未来日記 13人目の日記所有者? lett. "Il diario del futuro: La tredicesima proprietaria del diario"), che segue la storia di una tredicesima proprietaria di un diario, Azami Kirisaki. La visual novel, pubblicata da Kadokawa Shoten, è uscita il 28 gennaio 2010 esclusivamente in Giappone, per PlayStation Portable. Un remake, intitolato Mirai nikki: 13-ninme no nikki shoyūsha - Re:write (未来日記 13人目の日記所有者 RE:WRITE? lett. "Il diario del futuro: La tredicesima proprietaria del diario - Re:write"), è uscito il 26 aprile 2012 per PSP, sempre edita da Kadokawa Shoten.